# 528. zaledna baza (JLA)
528. zaledna baza je bila ena izmed baza v sestavi Jugoslovanske ljudske armade.

## Organizacija
31. december 1990
- poveljstvo
- namestitveni vod
- vod za zveze
- lahki raketni topniški vod protiletalske obrambe
- veterinarski vod
- sanitetna četa
- preventivna četa
- četa za oskrbo z vodo
- transportna četa
- intendantski bataljon
- bataljon remontne podpore
- I. skladišče streliva in MES
- II. skladišče goriva
- III. skladišče osnovnih sredstev in rezervnih delov
- skladišče streliva in MES Poganci
- skladišče streliva Vražji kamen
- skladišče streliva in MES Grosuplje
- skladišče goriva Puščava
- skladišče goriva Ortnek
- skladišče osnovnih sredstev in rezervnih delov Trudbenik
- skladišče osnovnih sredstev in rezervnih delov Vižmarje
- intendantsko skladišče Otavec
- intendantsko skladišče Kodeljevo
- sanitetno skladišče Poganci
- sanitetno skladišče Škofljica
- vojaška pekarna Kodeljevo
- remontna delavnica Parmova
- remontna delavnica Veliki Otok